# Gruppo astronauti CSA 1
Il Gruppo astronauti CSA 1 è un gruppo di astronauti selezionati dall'Agenzia spaziale canadese nel 1983.

## Storia
Nel 1974 la NASA commissionò a un'azienda canadese lo sviluppare di un braccio robotico, il Canadarm; ciò segnò l'inizio di una collaborazione tra Canada e Stati Uniti nel volo spaziale umano. Poco tempo dopo, la NASA propose di far volare un astronauta canadese in una missione NASA. A seguito di questo invito venne indetta la selezione del primo gruppo di astronauti canadesi nel 1983. Delle oltre 4000 candidature arrivate, i sei candidati astronauti vennero scelti, a seguito di un lungo processo di selezione, per i loro eccezionali background accademici, esperienze professionali, salute e abilità comunicative.

## Lista degli astronauti
- Roberta Bondar

STS-42, Specialista del carico utile
- Marc Garneau

STS-41-G, Specialista del carico utile
STS-77, Specialista di missione
STS-97, Specialista di missione
- Steven MacLean

STS-52, Specialista del carico utile
STS-115, Specialista di missione
- Ken Money
- Robert Thirsk

STS-78, Specialista di missione
Sojuz TMA-15, Ingegnere di volo
Expedition 20/21, Ingegnere di volo
- Bjarni Tryggvason

STS-85, Specialista del carico utile